# Dalvíkurbyggð
Dalvíkurbyggð – gmina w północnej Islandii, w regionie Norðurland eystra, we wschodniej części półwyspu Tröllaskagi, na zachodnim wybrzeżu fiordu Eyjafjörður. Gminę zamieszkuje około 1,9 tys. mieszk. (2018), z czego większość w siedzibie gminy: Dalvík (1 367 mieszk.). Pozostałymi ważniejszymi osadami są położone na południe od Dalvík osady Litli-Árskógssandur (102 mieszk.) i Hauganes (111 mieszk.).

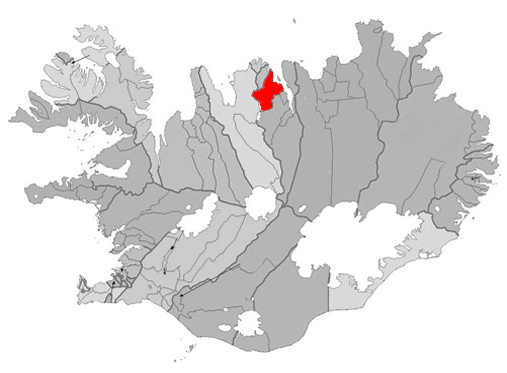
Położenie gminy Dalvíkurbyggð na mapie administracyjnej kraju

Gmina powstała w 1998 roku z połączenia gmin Dalvíkurkaupstaður, Svarfaðardalshreppur i Árskógshreppur.
Gmina połączona jest z główną drogą krajową nr 1 w okolicach Akureyri drogą nr 82. Z Dalvík można dostać się promami na pobliską wyspę Hrísey oraz położoną dalej na północ na Oceanie Arktycznym wyspę Grímsey.